# Sune Sik
Sune Sik, nommé également Suno Syk, né vers 1154, est selon Olaus Petri un prince suédois du XIIe siècle qu'il considère comme le plus jeune des fils du roi Sverker l'Ancien et le père de Ingrid Ylva. On ignore si sa mère était l'une des deux épouses de Sverker ou une autre femme

## Hypothèses
L'identification de Sune Sik à un fils de Sverker l'Ancien ne repose que sur une généalogie médiévale uniquement préservée dans la transcription de Olaus Petri et Johannes Bureus. Olaus Petri affirme également dans sa généalogie que Suno Syk est le père d'Ingrid Ylva, point que n'évoque pas J. Bureus. Les sources contemporaines mentionnent un Sune Sik vivant plus tard. Ce Sune Sik fait une donation à l'abbaye de Vreta en 1297. Il aurait ordonné la restauration d'une chapelle dans laquelle il a finalement été inhumé, et la tradition cistercienne tardive en a peut-être fait un prince. De ce fait, les dires d'Olaus Petri sont inconciliables avec ce personnage.
Sune Sik, fils du roi Sverker, est également évoqué par des historiens suédois comme étant l'homme inhumé à 
Vreta dont la tombe réédifiée au XVIe siècle existe toujours,. La pierre tombale porte une inscription latine et Markus Lindberg du Museum d'Östergötland estime qu'elle doit provenir du Moyen Âge et être la copie d'une pierre antérieure à l'actuelle qui date d'environ 1300. L'acte qui mentionne le donateur avec le nom ajouté à ce moment, c'est pourquoi Lindberg estime que lors de la transcription de la pierre originale sur l'actuelle une confusion a été faite entre deux personnes du même nom et qu'elle ne peut donc pas être faite pour le jeune Sune Sik qui selon toute probabilité était encore en vie. Lindberg estime par conséquent en accord avec les conclusions de Nils Ahnlund que l'on avait oublié vers 1300 l'origine de la pierre originale, Rasmus Ludvigsson s'appuyant sur l'analyse de ce monument, estime qu'il est possible que Sune Sik soit finalement un fils de Sverker. 
D'après le philosophe suédois du XVIIIe siècle Magnus Boræn, Sune a été inhumé à côté de deux de ses neveux Alf et Burislev fils de Johan Sverkersson l'Ancien et il était également duc d'Östergötland alors que le titre de duc n'était pas en usage en Suède à cette époque.

## Postérité
- Ingrid Ylva seconde épouse de Magnus Minnisköld